# Podzemna željeznica Helsinki
Podzemna željeznica Helsinki (finski Helsingin metro) sustav je podzemnog javnog prijevoza u glavnom gradu Finske Helsinkiju. Dnevno prevozi oko 200.000 putnika.

## Povijest
Prvi planovi za gradnju gradske željeznice u Helsinkiju nastali su u rujnu 1955. godine. Nekoliko godina kasnije planiralo se da u gradu treba izgraditi sustav lake prigradske željeznice, ali je 1963. odlučeno da to bude metro sustav. Kasnije je u gradskom vijeću dolazilo do raznih prijepora o tome kakav se sustav treba izgraditi, no metro je bio konačni izbor.
Gradnja prvog dijela započela je 1969. godine i dalje se nastavljala tijekom idućih desetak godina. Sustav je s prijevozom započeo 1. lipnja 1982. godine.
Kasnije se sve do danas, u više navrata, dodatno gradilo i razvijalo cijeli sustav.

## Osnovne informacije
Helsinški metro ima jednu liniju koja se proteže na dva kraka (u biti čini dvije linije). Ukupno postoji 30 postaja na 43 km tračnica. Prijevozom upravlja tvrtka HKL (Helsinški gradski prijevoz).
Zanimljivost je i to da ovaj metro sustav ima 4 dodatne postaje koje ne koristi u operativnoj upotrebi, nego služe za neke slučajne posebne potrebe, sada ili u budućnosti.

## Budućnost
Realiziraju se planovi da se sustav proširi prema sjeveroistočnim i zapadnim predgrađima grada. Radovi bi trebali biti gotovi 2015. godine. U izradi je i gradnja nove linije zvane Ring Rail Line koja bi išla i prema zračnoj luci i po procjenama bit će gotova sredinom 2015. Izgradnjom ove linije Željeznički kolodvor Helsinki dosegnut će svoj maksimum pa je u planu izgradnja linije zvane City Rail Loop koja bi po očekivanjima trebala biti završena do 2020. godine.

## Vanjske poveznice
- Helsinki City Transport  Arhivirana inačica izvorne stranice od 5. ožujka 2012. (Wayback Machine)
- UrbanRail — Helsinki  Arhivirana inačica izvorne stranice od 12. lipnja 2010. (Wayback Machine)